# Хьядлакиркья
Хьядлакиркья (исл. Hjallakirkja) — лютеранская церковь (кирха) в городе Коупавогюр на юго-западе Исландии. Здание является одной из главных достопримечательностей города.
Проект церкви был создан исландским архитектором Хроубьяртюром Хроубьяртюрсоном в 1987 году, строительство было закончено в 1991 году.
Нынешним настоятелем храма является преп. Сигфус Кристьяунсон (исл. Sigfús Kristjánsson); органист — Йоун Оулавюр Сигюрдсон (исл. Jón Ólafur Sigurðsson).